# Paulo Braga (Schlagzeuger)

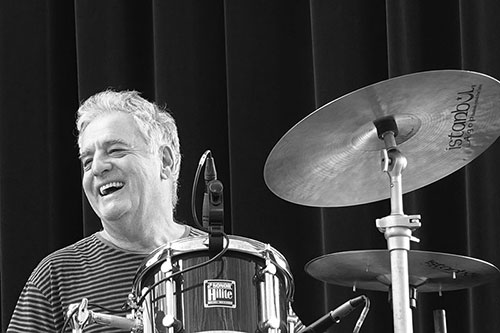
Paulo Braga (2015)

Paulo „Paulinho“ Braga (* 24. November 1942 in Guarani/Minas Gerais) ist ein brasilianischer Schlagzeuger.

## Leben
Braga wuchs in Belo Horizonte und später in Rio de Janeiro auf. In den 1960er Jahren gehörte er neben Milton Nascimento dem Berimbau Trio an. In den 1970er Jahren war er Mitglied des Begleitorchesters der Sängerin Elis Regina und arbeitete als Studiomusiker u. a. mit Tim Maia, Beth Carvalho, Raul Seixas, Rita Lee, Carlos Lyra, Emílio Santiago, Sueli Costa, Nara Leão, Taiguara, Chico Buarque, Gal Costa, Djavan, Raimundo Fagner, Jards Macalé, Gilberto Gil und Ivan Lins zusammen.
1974 begann seine zwanzig Jahre währende musikalische Partnerschaft mit dem Bossa-Nova-Musiker Antônio Carlos Jobim. In diesem Jahr begleitete er Jobim auf dessen Duoalbum Elis & Tom mit Elis Regina, 1981 auf dem Album Edu & Tom mit Edu Lobo. Von 1984 bis zu dessen Tod 1994 war er Mitglied in Jobims Banda Nova und nahm an deren Welttourneen und Aufnahmen teil.
1995 zog Braga nach New York, wo er mit Musikern wie Joe Henderson, Don Byron, Chuck Mangione, Paquito D’Rivera, Sadao Watanabe, John Pizzarelli, Pat Metheny, Eliane Elias, David Sanborn, Michael Brecker und Gil Goldstein spielte und aufnahm. Er trat auch mit der All-Star-Band des Thelonious Monk Institute of Jazz auf. 2003 veröffentlichte er Grooveland, sein erstes Soloalbum mit eigenen Kompositionen. Sein zweites Soloalbum folgte 2006.
Ab 2005 bildete Braga mit Paulo Jobim und Daniel Jobim, dem Sohn und dem Enkel Antônio Carlos Jobims das Jobim Trio. Mit Milton Nascimento nahm dieses 2008 das Album Novas Bossas auf, das im Folgejahr mit dem Prêmio da Música Brasileira als bestes Album der Música Popular Brasileira ausgezeichnet wurde. 2009 unternahm er mit portugiesischen Musikern eine Tournee durch Portugal mit Auftritten in Lissabon, Porto und Braga und trat mit dem Orchester von Caetano Veloso in einem Show-Special von TV Globo auf.